# Suchohrdly u Miroslavi
Suchohrdly u Miroslavi là một làng thuộc huyện Znojmo, vùng Jihomoravský, Cộng hòa Séc.